# Тондучхончунан (станция метро)
«Тондучхон-чунан» (кор. 동두천중앙역) — станция железнодорожный линии Кёнвонсон, конечная наземная (открытая) станция линии 1 электрифицированного железнодорожного транспорта столичного региона (локального и экспресс сообщения); это одна из пяти станций на территории Тондучхона (все на одной линии). Она представлена двумя островными платформами (обслуживаемых для различных сообщений). Станция обслуживается корпорацией железных дорог Кореи (Korail). Расположена в квартале Сэнён-дон (адресː 682 Saengyeon-dong, 228 Dongducheonno) в городе Тондучхон (провинция Кёнгидо, Республика Корея). На станции установлены платформенные раздвижные двери.
Станция также обслуживается ж/д линией Кёнвон (Сеул—Вонсан).
Пассажиропоток — на 1 линии 8 793 чел/день (на 2012 год).
Станция для пригородного сообщения была открыта 15 октября 1911 года. Первая линия Сеульского метрополитена была продлена на 23,2 км до города Тондучхон — участок Канын—Соёсан, и было открыто 9 станций (Соёсан, Тондучхон, Посан, Тондучхончунан, Чихэн, Токчон, Токке, Янджу, Нокян), 15 декабря 2006 года.